# 康拉德 (愛荷華州)
康拉德（英語：Conrad）是一個位於美國愛荷華州格蘭迪縣的城市。

## 地理
康拉德的座標為42°13′30″N 92°52′20″W / 42.22500°N 92.87222°W，而該地的平均海拔高度為307米（即1007英尺）。

## 人口
根據2010年美國人口普查的數據，康拉德的面積為3.11平方千米，當中陸地面積為3.11平方千米，而水域面積為0.00平方千米。當地共有人口1108人，而人口密度為每平方千米356人。